# R40 (België)
De R40 is de kleine ringweg rond de Belgische stad Gent. De weg maakt een volledige lus rond het centrum van de stad. Op het noordelijke gedeelte van de ring zijn de rijrichtingen van elkaar gescheiden: de Gasmeterlaan is voor het verkeer van west naar oost en maakt deel uit van de R40; de Nieuwevaart, voor het verkeer in de andere richting, heeft het nummer R40a. De R40 is ruim 11 km lang.

## Geschiedenis
De meeste straten van deze ring werden eind 19de eeuw aangelegd als brede boulevards. Het zuidelijk deel van de ringweg loopt op de plaats van de vroegere 16de-eeuwse omwallingen van Gent, die in 1860 werden afgebroken en gedempt. Daarop werden de volgende jaren nieuwe promenades aangelegd die later deel van de ringweg werden. Het oostelijk en noordelijk deel werd aangelegd door een gebied dat vroeger buiten die omwallingen lag.

## Straatnamen
De R40 heeft de volgende straatnamen, in volgorde van de kilometerpalen:
- Palinghuizen (deels)
- Gasmeterlaan (R40) en Nieuwevaart (R40a), langs beide oevers van de Verbindingsvaart. In de buurt stond vroeger een gasfabriek, gesloopt in 1981.
- Neuseplein, vroeger het Nijverheidsplein; genoemd naar de "Neuse vaart", het kanaal Gent-Terneuzen.
- Muidelaan, genoemd naar de Muide.
- Haven 30-60
- Dok-Noord, gelegen langs het Houtdok en Handelsdok
- Stapelplein. Hier bevond zich het stedelijk stapelhuis.
- Haven 70-115
- Dok-Zuid, gelegen langs het Achterdok
- Oktrooiplein, gelegen aan de Dampoort, genoemd naar de stedelijke octrooien
- Kasteellaan (deels). Hier stond vroeger het Spanjaardenkasteel.
- Heernislaan, genoemd naar de Heirnis
- Vlaamsekaai, een noordelijke kaai van de Nederschelde
- Keizerviaduct, een viaduct over het kruispunt van de Brusselse Poort
- Keizervest, langs de vroeger vest tussen de twee Schelde-armen
- Sint-Lievenstunnel
- Sint-Lievenslaan, tussen de Sint-Lievenspoort en de Schelde
- Citadellaan, langs het Citadelpark, waar vroeger de Citadel van Gent lag
- Charles de Kerchovelaan, genoemd naar oud-burgemeester Charles de Kerchove
- IJzerlaan, na de Eerste Wereldoorlog zo genoemd als aandenken aan de slachtoffers in de Slag om de IJzer
- Godshuizenlaan
- Martelaarslaan, na de Eerste Wereldoorlog zo genoemd als aandenken aan de executies in het nabijgelegen Oord der gefusilleerden
- Antonius Triestlaan, genoemd naar bisschop Antonius Triest, grondlegger van de bloemenkweek in de buurt van Ekkergem
- Einde Were
- Rooigemlaan, genoemd naar de wijk Rooigem

## Bezienswaardigheden
- het Citadelpark
- de Leopoldskazerne
- de Bijlokesite
- de Sint-Martinuskerk
- de beschermde voormalige katoenspinnerij en -twijnderij La Nouvelle Orléans
- de beschermde fabriekssite Vynckier en Vyncolit
- twee gashouders uit 1880
- Een huizenrij aan de Vlaamsekaai (huisnummers 88 tot 103) is als stadsgezicht beschermd

## Evenementen

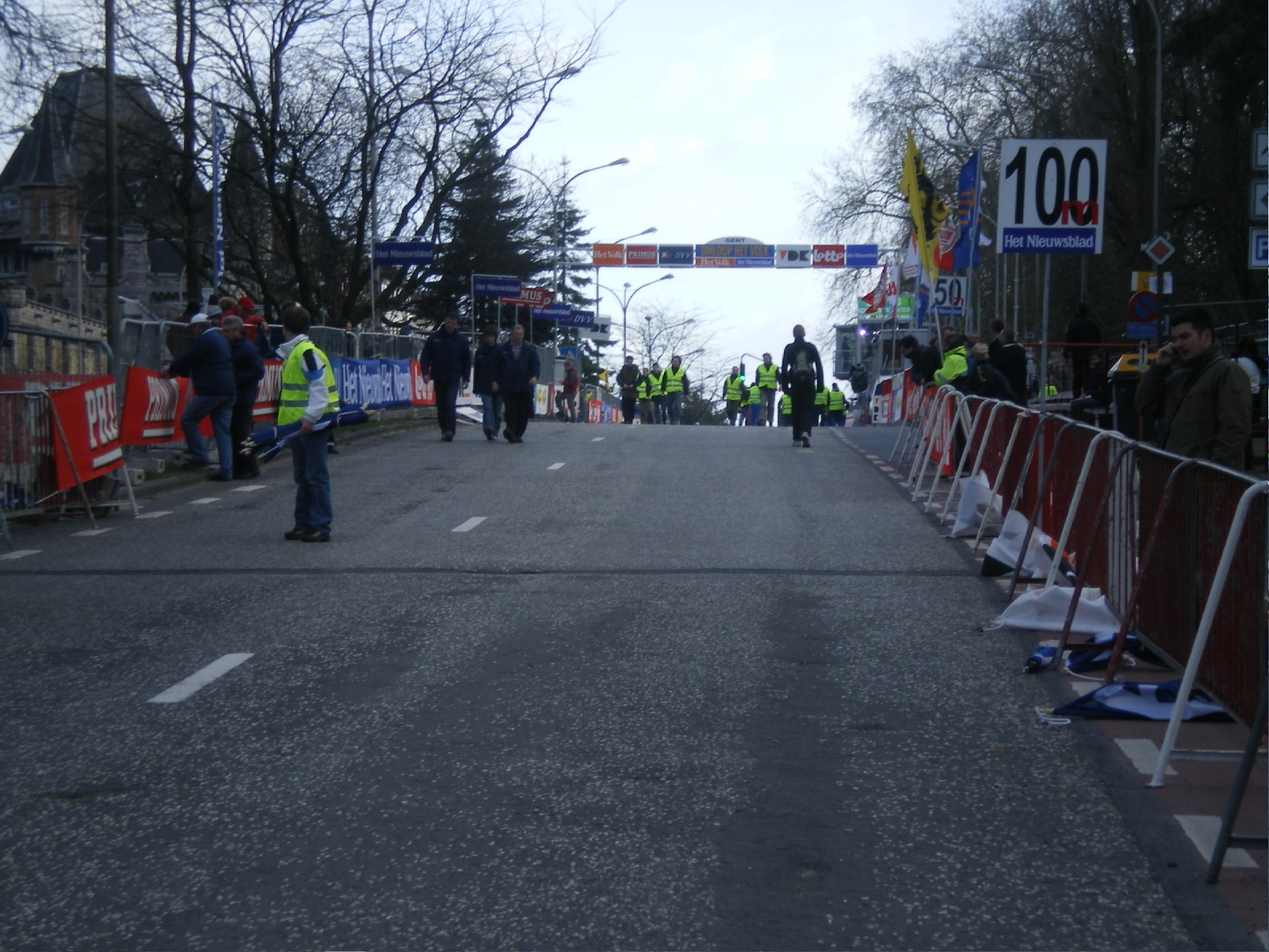
Eindmeet Omloop Het Volk 2008 op de Charles de Kerchovelaan

Op 9 juli 2007 was de Charles de Kerchovelaan de aankomst voor de tweede rit van de Ronde van Frankrijk. Op 1 maart 2008 lag hier de aankomst van de Omloop Het Volk.